# 광주인권상
광주인권상은 대한민국의 5·18 기념재단이 인권과 평화를 위해 공헌한 국내외 인사들에게 수여하는 상이다. 광주인권상은 5·18민주화운동 정신을 선양하기 위해서 제정됐다.

## 역대 수상자
| 연도   | 수상자                                                                  | |
| ------ | ----------------------------------------------------------------------- | --- |
| 2000년 | 사나나 구스마오                                                         | 동티모르의 독립에 기여 |
| 2001년 | 바실 페르난도 아시아 인권위원회위원장                                   | 5·18민주화운동을 아시아 민중운동의 모델로 보고 전 세계에 알리는데 앞장섰다. 스리랑카인으로 대법원 판사를 지낸 뒤 유엔 캄보디아 과도정부 인권담당, 베트남 난민구제위원, 유엔 고등판무관 등을 지냈으며 94년부터 아시아 인권위원회 위원장으로 활동해오고 있다. 시인이자 소설가인 그는 98년 ‘아시아 인권헌장선언대회’를 광주에서 개최하는데 역할을 하는 등 광주와 깊은 인연을 갖고 있다. |
| 2002년 | 전국민족민주유가족협의회                                                | 대한민국 민주화 운동에 기여 |
| 2003년 | 다냐니아 자얀티(Dandeniya Gamage Jayanthi)                              | 스리랑카 실종자 기념회 대표로서 활동 |
| 2004년 | 아웅산수찌 (철회)                                                       | 1988년 미얀마 민주민족동맹(NLD)을 조직하고 민주화 운동에 뛰어든 이후 군부독재 체제 아래서 수차례 구금과 석방, 가택연금을 당했다. 2004년 미얀마 민주화운동에 기여한 공로를 인정받아 광주인권상 수상자로 선정됐으나 당시 가택연금에 묶여 한국을 방문하지 못했다. 5·18 기념재단은 2018년 12월 18일에 미얀마 정부의 로힝야족 박해에 개입한 책임을 물어 아웅산수찌에게 수여했던 광주인권상을 철회했다. |
| 2005년 | 와르다 하피즈                                                           | 인도네시아 도시빈민협의회 활동 |
| 2006년 | 말라라이 조야                                                           | 아프가니스탄 인권향상에 기여 |
| 2006년 | 앙카나 닐라파이짓                                                       | 태국의 인권운동 |
| 2007년 | 레닌 라흐바니쉬                                                         | 국민도덕인권위원회 활동 |
| 2007년 | 아이롬 찬누 샤르밀라                                                    | 인도 독립적인 인민조사위원회 활동 |
| 2008년 | 무니르 아흐메드 말리크                                                  | 파키스탄의 사법권의 독립과 언론자유를 위한 투쟁 |
| 2009년 | 민꼬나잉                                                                | 버마 소재 대학생연맹 회장 |
| 2010년 | 수실 퍄큐렐                                                             | 네팔의 민주주의와 인권운동에 기여 |
| 2011년 | 비나약 센                                                               | 인도의 인권단체인 시민자유연합(People's Union For Civil Liberties)의 전국 부대표이자 의사 |
| 2012년 | 문정현                                                                  | 대한민국의 천주교 사제이다. 1940년 8월 전북 익산에서 태어나, 1966년 27세에 사제 서품을 받았다. 1976년 유신독재를 비판하는 명동 3·1 민주 구국선언으로 투옥되었고, 1987년부터는 익산의 창인동 성당 주임신부로 있으면서 노동운동에 투신, 노동자의 아버지로 불리며 1999년까지 노동현장에서 활동했다. 이후 통일운동과 불평등한 SOFA 개정운동, 평택 대추리 미군기지 반대 운동, 용산참사 규명운동 등에 투신해 왔다. 2011년에는 한진중공업 사태의 희망버스, 제주도 강정마을의 해군기지 설치 반대 투쟁 등의 현장에서 활동하기도 했다. 2000년 문규현 신부와 함께 한겨레21이 선정한 올해의 인물로 선정되었으며, 한겨레통일문화상을 받았다. |
| 2013년 | H.I.J.O.S.(망각과 침묵에 대항하며 정체성과 정의를 위해 싸우는 아들딸들) | 1976년 쿠데타로 집권한 아르헨티나 군사정권은 스스로를 국가 재건 과정이라고 불렀다. 군사정권은 쿠데타를 일으킨 다음 불법적인 수단을 동원하여 반대파를 탄압(일명 더러운 전쟁)했다. 군부독재정권 당시 아르헨티나 비밀정보국은 칠레 비밀경찰 및 미국 중앙정보국과 협조하여 콘도르 작전을 수행해 수천명의 국민을 반체제인사로 체포하여 고문하고 살인하여 "행방불명자"를 만들었다. H.I.J.O.S.는 당시 고문당하고 살해된 '행방불명자'들의 2세 자식들이 만든 단체로 아르헨티나 군부정권의 만행과 진상규명에 앞장서고 있다. |
| 2014년 | 아딜루 라만 칸(Adilur Rahman Khan)                                      | 방글라데시에서 인권법을 제정한 변호사이자 인권 운동가 |
| 2014년 | 하바란의 어머니들(Mothers of Khavaran)                                  | 이란에서 약식 처형에 반대하고 정부를 상대로 진실 규명 요구를 펼치고 있는 정치범 어머니들의 단체. 이란 당국은 집단처형이 일어났던 하바란 방문을 금지하고 묘지에 헌화하거나 제대로 구분도 되지 않는 작은 표시를 하는 것도 허락치 않았다 상당수 희생자 가족을 일자리에서 쫓아내거나 이동을 제한했지만 이 같은 폭력과 탄압에도 우리는 정의 실현을 위한 노력을 포기하지 않고 있다 |
| 2015년 | 라띠파 아눔 시레가르(Adilur Rahman Khan)                                | 여·47·Latifah Anum Siregar·인권변호사이며 현재 인도네시아 분쟁지역인 파푸아 서부지역(웨스트파푸아·West Papua)에서 군부독재 피해자 등을 위한 무료변론활동을 펴고 있다. 또 파푸아 민주연대(ALDP) 의장으로서 인도네시아라부터 분립독립을 원하는 웨스트파푸아 주민들을 위하여 1990년부터 법률지원활동을 하고 있다. |
| 2016년 | 누옌 단 쿠에                                                            | 1976년부터 빈곤층의 건강을 외면하고 공산당원만을 선택적으로 대우하는 정부의 관행에 맞서 민주주의와 인권 신장을 위한 활동을 벌여 왔다. 거듭된 체포와 고문, 강제 노역과 가택연금에 시달렸지만 지금도 활발한 인권 활동을 펼치고 있다. 1994년 로버트 케네디 인권상을 받았으며, 미국 의회는 5월 11일을 베트남 인권의 날로 지정했다. 베트남 정부는 '베트남의 국가보안법을 위반한 범법자에 대한 수상 결정은 불합리하며 양국의 전략적 외교관계에도 위해하기 때문에 5·18기념재단의 결정이 철회될 수 있도록 한국 정부가 필요한 모든 조치를 취해달라'는 내용의 공문을 대한민국 외교통상부를 통해 전달하였다. |
| 2016년 | 버시2.0(BERSIH·깨끗하고 공정한 선거 연합)                               | 2006년 선거제도 개혁을 요구하는 야당과 시민사회 단체들의 연합체로 출범한 시민단체. 대규모 집회로 선거 부정 문제를 부각시켰으며, 문화·종교·민족적 분열을 극복하기 위한 활동에도 기여 |
| 2017년 | 자투팟 분팟타라락사(26· Jatupat Boonpattararaksa)                       | 자투팟씨를 수상자로 선정하고 태국 정부에 광주인권상 수상자들의 서명과 함께 석방을 촉구하는 내용의 서한을 보냈으나 태국대사가 2017년 5월 2일 차명석 5·18기념재단 이사장 앞으로 "자투팟은 현재 왕실 모독에 관한 형법 112조와 컴퓨터 범죄에 관한 법 위반 혐의로 구금된 상태이며 반복된 위법 행위 때문에 보석 요청이 있었지만 거부됐다. 법원에 의해 공정하게 처리되고 있다 왕실 모독과 컴퓨터 범죄 혐의로 수감 중인 학생운동가 자투팟씨를 올해 광주인권상 수상자로 선정한 기념재단의 결정에 유감이다"라는 내용의 서한을 보냈다. 태국 콘캔대학교 법학부 학생인 자투팟씨는 태국의 군사 쿠데타에 반대하면서 2015년부터 반군부 학생운동을 주도해왔고, 영화 '헝거 게임'에서 영감을 받아 태국의 군사쿠데타 지도자이자 총리인 쁘라윳 짠오차 장군에게 세 손가락 경례를 보내며 강한 항의를 표시한 바 있다. 2016년 12월 체포돼 2017년 2월 왕실모독금지법과 컴퓨터범죄법 위반 혐의로 구속 기소됐다. 심사위원회는 "자투팟은 독재정권에 의한 인권 유린, 수많은 협박과 구금·투옥에도 굴복하지 않고 민주 인권 운동에 투신해왔다 그의 활동은 국경을 넘어 많은 인권운동가들과 민주사회를 염원하는 시민들에게 큰 영감을 줬다"고 수상 배경을 설명했다. |
| 2018년 | 난다나 마나퉁가(Nandana Manatunga) 신부                                 | 스리랑카에서의 고문, 실종과 같은 중대한 인권침해는 성직자들과 희생자들이 스스로 나서지 않고서는 해결되지 않을 것이라는 판단으로 국가폭력 피해자들을 돕는 활동 |

## 특별상
- 2015년: 라오스의 솜바스 솜폰(Somebath Somphone) - 2012년 12월15일 경찰서 앞에서 사라진 후 현재까지 행방이 묘연하며 수상자 구출을 위한 서명운동 진행[10]